# Diaitetai
Als diaitetai oder Diaiteten wurden im griechischen Recht von beiden Streitparteien einvernehmlich bestellte private Schiedsrichter bezeichnet. Sie sollten entweder vermitteln oder waren zu einer endgültigen Entscheidung befugt. Oftmals bestellten beide Streitseiten je einen diaitetes, die sich ihrerseits auf einen dritten diaitetes einigten. Zu dritt bildeten sie ein Schiedsgericht.
In Athen bekleideten diaitetaí ein öffentliches Amt, das jeder Bürger der Stadt nach der Vollendung des 59. Lebensjahres pflichtweise ausüben musste. Sie führten anstelle der Thesmotheten die Verfahren in vermögensrechtlichen Verfahren, die einen Streitwert von zehn Drachmen überschritten. Eine Entscheidung konnte von beiden Parteien als bindend anerkannt werden, doch konnte auch eine Partei das Verfahren vor das Volksgericht, die Heliaia, bringen. In einem solchen Fall wurden die Beweismittel in zwei Tongefäßen verschlossen. Nur diese Beweismittel durften bei der anstehenden Verhandlung verwendet werden.
Rechtsbrüche seitens der diaitetaí wurden durch Atimie geahndet. Nach Ablauf ihres Amtsjahres wurden die diaitetai durch ein Dekret geehrt.